# Eugenia rostrifolia
Eugenia rostrifolia är en myrtenväxtart som beskrevs av Carlos Maria Diego Enrique Legrand. Eugenia rostrifolia ingår i släktet Eugenia och familjen myrtenväxter. Inga underarter finns listade i Catalogue of Life.